# Centre de recherche mathématique
Le Centre de recherche mathématique (ca : Centre de Recerca Matemàtica) est l'unique centre de recherche mathématique international d'Espagne, fondé en 1984 à Barcelone.

## Travaux
Ce centre est un consortium avec personnalité juridique propre intégré à l'Institut d'Estudis Catalans et la Généralité de Catalogne. C'est un institut universitaire intégré à l'université autonome de Barcelone.
Il soutient la recherche mathématique de tous les groupes de recherche de Catalogne et il stimule l'incorporation de ces groupes aux thèmes de recherche émergents. Le CRM est membre de ERCOM (Centres européens de recherche en  mathématiques). À travers son programme de postdoctorat, l'institut fait aussi partie de l'EPDI (Institut européen postdoctoral). Le centre est également membre de la Société mathématique européenne.
Manuel Castellet en fut le premier promoteur et directeur, et en 2014 le directeur est Joaquim Bruna.

## Distinction
Le centre a reçu le prix Narcís Monturiol en 2000.